# Ruxandra Popa
Ruxandra Popa (sinh năm 1987 ở Ploiești) là một người mẫu và nữ hoàng sắc đẹp. Cô đoạt vương miện Hoa hậu Trái Đất Romania 2008.

## Hoa hậu Trái Đất 2008
Cô trở thành đại diện cho Romania tại Hoa hậu Trái Đất 2008. Cô đến Philippines và tranh tài cùng 84 thí sinh.
Trong suốt khuôn khổ cuộc thi, cô được trang web chuyên về các cuộc thi sắc đẹp Global Beauties đánh giá là thí sinh nặng ký nhất cho chiếc vương miện. Tuy nhiên, trong đêm chung kết, cô để lại nhiều tiếc nuối cho khán giả khi dừng chân ở Top 16. Người chiến thắng năm đó là cô Karla Paula Henry, Hoa hậu nước chủ nhà...